# Agaropectina
La agaropectina es uno de los dos componentes principales del agar y consiste principalmente de ácido D-glucarónico y ácido pirúvico.

## Estructura

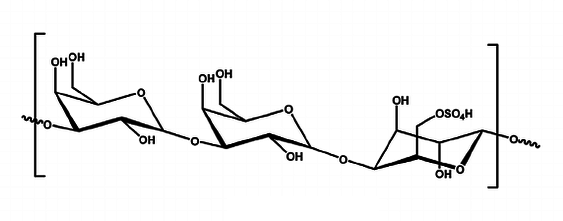
Estructura de la agaropectina

La agaropectina, que compone aproximadamente el 30% del agar, es un polisacárido variado y contiene una estructura similar a la de la agarosa, puesto que también está formada por galactosas alternadas, pero con una alta abundancia de grupos ácidos, como los sulfatos, el ácido D-glucurónico y pequeños porcentajes de ácido pirúvico. Además, la agaropectina es más variada y ramificada que la agarosa. 
El ácido pirúvico está posiblemente unido en una forma de acetal a los residuos de D-galactosa del esqueleto de agarobiosa. El contenido de azufre del agar depende de la fuente de la materia prima desde donde éste se deriva. La acetilación de la agaropectina produce acetato de agaropectina insoluble en cloroformo, al contrario del acetato de agarosa. Este proceso puede ser usado para separar los dos polisacáridos por medio del fraccionamiento.

## Uso
A diferencia de la agarosa, la agaropectina no es habitual en técnicas que requieren redes gelificadas. Sin embargo, es usual que se desarrolle en métodos de análisis basados en propiedades eléctricas.
La agaropectina no tiene valor comercial y es descartada durante el procesamiento comercial del agar, y el agar de calidad alimentaria está compuesto principalmente de agarosa con un peso molecular de alrededor de 120 kDa.